# 莫兰府邸博物馆

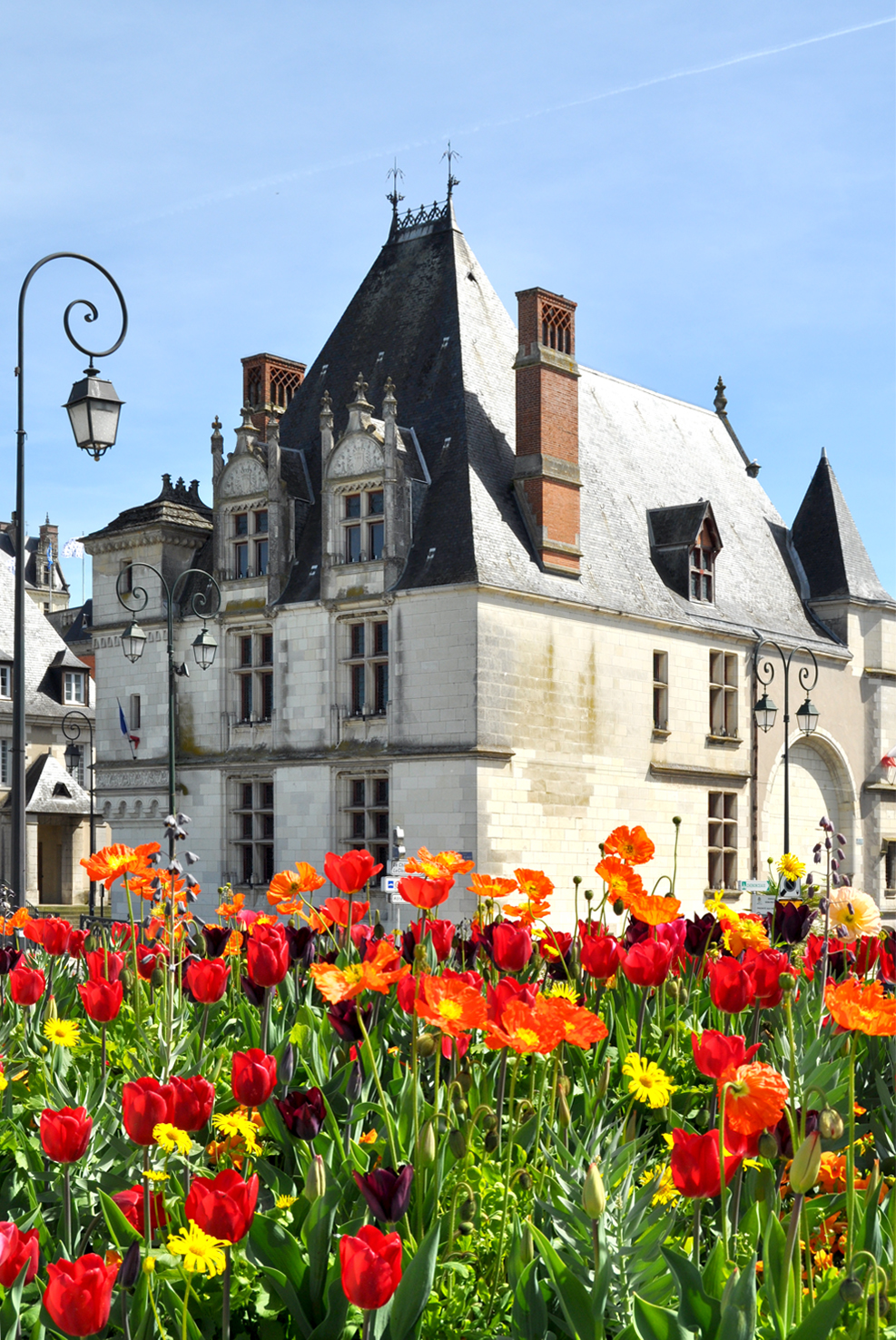

莫兰府邸博物馆（Musée Hôtel Morin）是昂布瓦斯的一家博物馆，设于16世纪初的一家古老的法式府邸内，收藏关于城市历史的各种藏品（著名人物、城市发展、历史时刻、昂布瓦斯艺术家等）。

## 历史
这座建筑建于1500年至1505年间，由皮埃尔·莫兰和他的妻子弗朗索瓦·普雷沃委托建造。.皮埃尔·莫兰是一位富有的商人的儿子，路易十二的法国财政部长，后来成为图尔市市长，他在经济上很富裕：他的房子是用石头建造的，与当时用来建造附近房屋的砖木形成鲜明对比。。
法国大革命中，府邸被没收并出售，属于图尔总医院。1826年，昂布瓦斯市从图尔总医院以8500法郎的价格买下莫兰府邸，用作监狱、治安法庭和盐仓。1855年，市政厅搬进莫兰府邸。1880年，这座房子列为法国历史遗迹。
1890年，这座建筑进行重大修复，工程耗资30万法郎。从1890年代到1970年代，市政厅和“市政厅博物馆”设在同一栋建筑里。1970年，行政部门迁至附近新建的大楼。仍有某些房间用于市政职能，如婚礼厅、冯厅、议会厅。2014年，博物馆更名为“莫兰府邸博物馆”，以表彰其建造者。